# ارنست بکت
ارنست بکت (انگلیسی: Ernest Beckett؛ 1869 – ۱۹۵۲ (۸۲−۸۳ سال)) بازیکن فوتبال اهل بریتانیا بود.
از باشگاه‌هایی که در آن بازی کرده‌است می‌توان به باشگاه فوتبال پورت ویل اشاره کرد.